# Bandera de la República Árabe Saharaui Democrática
La bandera de la República Árabe Saharaui Democrática utiliza una bandera nacional que consta de un tricolor horizontal negro, blanco y verde cargado con una estrella roja y una media luna en la franja central y un galón rojo en el polipasto. Se utiliza en las zonas controladas por la RASD, mientras que la bandera marroquí se utiliza en las zonas ocupadas del Sáhara Occidental.

## Descripción
La bandera es tricolor de tres franjas horizontales iguales (negra, blanca y verde de arriba abajo) superpuestas por un triángulo rojo que sale del polipasto. Estos son los colores panárabes. Hay una estrella roja y una media luna en la franja central.

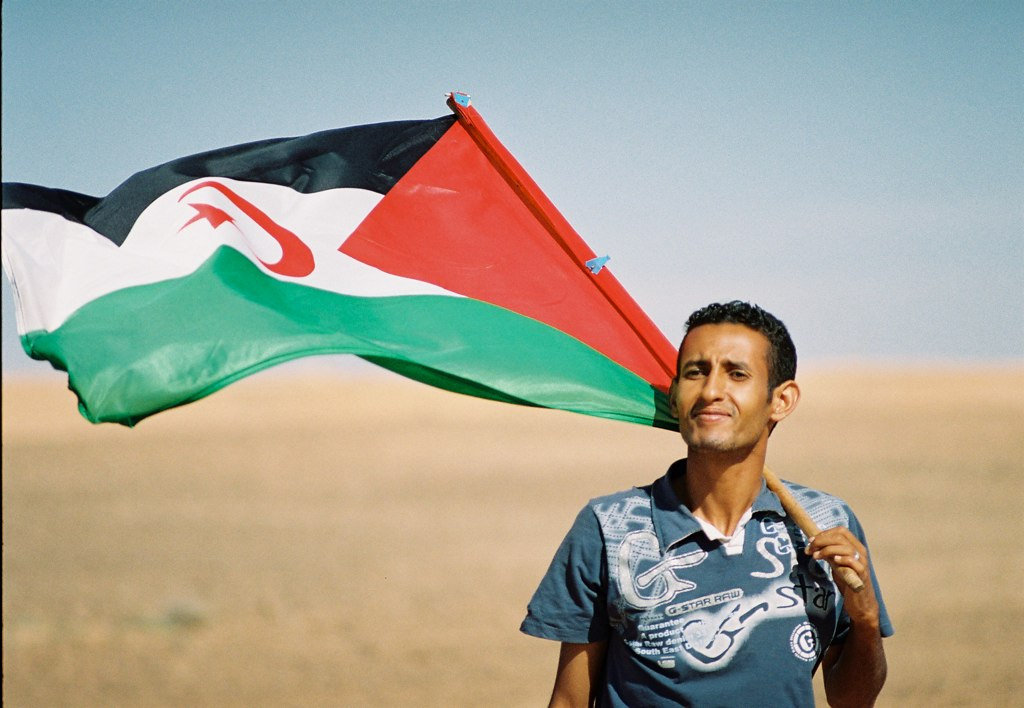
Hombre portando la bandera del Sáhara Occidental, 2011.

La bandera es similar a las banderas del Partido Baaz, Jordania, Palestina, el Reino de Irak y la Federación Árabe, todas las cuales se inspiran en la revuelta árabe contra el dominio otomano (1916-1918). Antes de ser la bandera de Palestina, fue la bandera de la efímera Federación Árabe de Irak y Jordania. La bandera de la Revuelta Árabe tenía la misma forma gráfica, pero los colores estaban dispuestos de manera diferente (blanco en la parte inferior, en lugar de en el medio).
Su diseño se basa en el de la bandera palestina, que a su vez derivó de los colores utilizados en la Revuelta Árabe. La estrella y la media luna se consideran símbolos del Islam y se pueden ver en las banderas de otros países vecinos de mayoría musulmana, como Argelia y Mauritania.

### Simbolismo

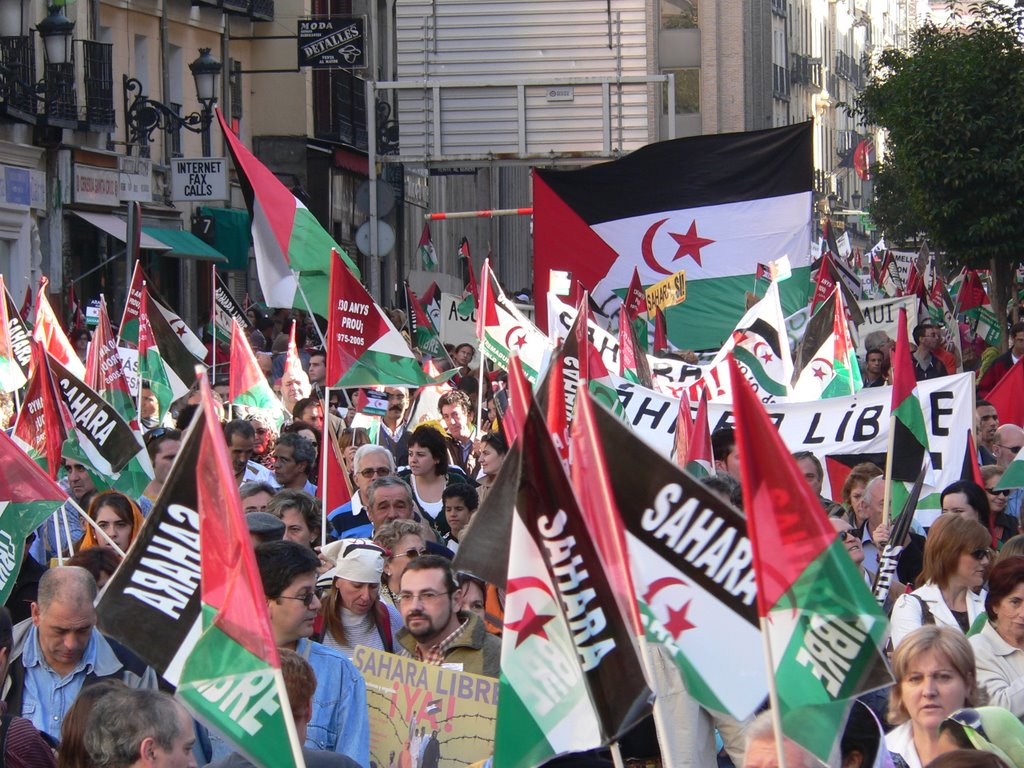
Banderas del Sáhara Occidental en una protesta en Madrid, 2006.

El verde de la bandera representa la esperanza del pueblo saharaui de regresar algún día a sus tierras y el blanco representa la paz y la pureza de los saharauis, mientras que el negro representa la angustia y el dolor por los mártires y el rojo representa la sangre derramada por todos los mártires. La estrella representa a la RASD como república árabe, mientras que la media luna representa a la República Saharaui como país musulmán.

## Historia
A finales del siglo XIX, el Sáhara Occidental se convirtió en colonia española.
Durante la provincia española del Sahara la única bandera oficial era la bandera de España, sin embargo, a la provincia marítima de Villa Cisneros, que corresponde al actual territorio del Sahara Occidental, se le asignó una bandera corneta que constaba de dos franjas, azul la superior y amarilla la inferior.
Al igual que otras demarcaciones de España, como Cantabria, que crearon sus símbolos tomando como referencias las banderas de sus provincias marítimas, el Partido de Unión Nacional Saharaui creó su bandera basándose en la de la provincia marítima de Villa Cisneros, hasta su entrada en el Frente Polisario en una reunión celebrada el 12 de octubre de 1975, con la dirección de dicho movimiento.
Tras los Acuerdos de Madrid de 1975, España se desvinculó dejando el territorio a Marruecos y Mauritania, quienes se repartieron el territorio, cediendo dos tercios al primero. El Frente Polisario rechazó esto y declaró en el exilio a la República Árabe Saharaui Democrática (RASD) como Estado representante de un Sáhara Occidental independiente.
En 1979, Mauritania firmó un Tratado de Paz con el Frente Polisario y Marruecos anexó la parte anteriormente controlada por Mauritania.
En 1991 se firmó un alto el fuego entre las dos partes mediado por la ONU, pero la soberanía del territorio sigue sin resolverse a la espera de las conversaciones de paz en curso.

### Banderas históricas

Bandera de España bajo Franco (1936-1938; Guerra civil española, 1936-1939)
Bandera de España bajo Franco (1938-1945; Guerra civil española, 1936-1939)
Bandera de España bajo Franco (1945-1975) y Juan Carlos I (1975-1977)
Bandera de la Provincia marítima de Villa Cisneros (1946-1975)[5]
Bandera del Partido de Unión Nacional Saharaui (1974-1975)
La bandera de Mauritania era la bandera oficial de Tiris al-Gharbiyya, la parte del Sáhara Occidental anexada por Mauritania (1976-1979).

#### Banderas regionales marroquíes (1976-1997)
En la división provincial de Marruecos de 1976-1997, tres provincias incluían partes del Sáhara Occidental. Sin embargo, las provincias fueron reorganizadas en 1997. En consecuencia, algunas de estas banderas ya no se utilizan oficialmente.

Bandera de la provincia de El Aaiún.
Bandera de la provincia de Bojador.
Bandera de la provincia de Dajla.

## Unicode
La bandera del Sáhara Occidental está representada como la secuencia de emoji Unicode U+1F1EA 🇪 REGIONAL INDICATOR SYMBOL LETTER E y U+1F1ED 🇭 REGIONAL INDICATOR SYMBOL LETTER H, haciendo "🇪🇭".